# Secretaría de la Reforma Agraria

SRA

Das Secretaría de la Reforma Agraria (SRA) war von 1970 bis 2013 das politische „Sekretariat (der Regierung) für Agrarreform“ in Mexiko, vergleichbar mit einem entsprechenden Staatsministerium.
Zur Erfüllung seiner Aufgaben ist es gegliedert in die Untersekretariate für die „Ordnung des Landeigentums“ (span.: Ordenamiento de la Propiedad Rural) und für „Sektorpolitik“ (span.: Subsecretaría de Política Sectorial).
Dem SRA unterstehen zugleich die nationale Landwirtschaftsregistrierungsstelle / Agrarverwaltung (Registro Agrario Nacional, la Procuraduría Agraria) und der nationale Fonds zur Förderung des Gemeindeeigentums (Fondo Nacional de Fomento Ejidal).

## Bisherige Sekretäre
Das Amt eines „Secretario“ / einer „Secretaria“ der Regierung in Mexiko ist vergleichbar mit dem eines Ministers einer Staatsregierung.
| Amtsinhaber                                   | Amtszeit                                      | Präsident                                     | Zeitraum                                      |
| Secretario / Secretaria de la Reforma Agraria | Secretario / Secretaria de la Reforma Agraria | Secretario / Secretaria de la Reforma Agraria | Secretario / Secretaria de la Reforma Agraria |
| --------------------------------------------- | --------------------------------------------- | --------------------------------------------- | --------------------------------------------- |
| Augusto Gómez Villanueva                      | 1975                                          | Luis Echeverría                               | 1970–1976                                     |
| Félix Barra García                            | 1975–1976                                     | Luis Echeverría                               | 1970–1976                                     |
| Jorge Rojo Lugo                               | 1976–1978                                     | José López Portillo                           | 1976–1982                                     |
| Antonio Toledo Corro                          | 1978–1980                                     | José López Portillo                           | 1976–1982                                     |
| Javier García Paniagua                        | 1980–1981                                     | José López Portillo                           | 1976–1982                                     |
| Gustavo Carvajal Moreno                       | 1981–1982                                     | José López Portillo                           | 1976–1982                                     |
| Luis Martínez Villicaña                       | 1982–1986                                     | Miguel de la Madrid                           | 1982–1988                                     |
| Rafael Rodríguez Barrera                      | 1986–1988                                     | Miguel de la Madrid                           | 1982–1988                                     |
| Víctor Cervera Pacheco                        | 1988–1994                                     | Carlos Salinas de Gortari                     | 1988–1994                                     |
| Miguel Limón Rojas                            | 1994–1995                                     | Ernesto Zedillo                               | 1994–2000                                     |
| Arturo Warman                                 | 1995–1999                                     | Ernesto Zedillo                               | 1994–2000                                     |
| Eduardo Robledo Rincón                        | 1999–2000                                     | Ernesto Zedillo                               | 1994–2000                                     |
| María Teresa Herrera Tello                    | 2000–2003                                     | Vicente Fox                                   | 2000–2006                                     |
| Florencio Salazar Adame                       | 2003–2006                                     | Vicente Fox                                   | 2000–2006                                     |
| Abelardo Escobar Prieto                       | 2006                                          | Vicente Fox                                   | 2000–2006                                     |
| Abelardo Escobar Prieto                       | 2006–                                         | Felipe Calderón Hinojosa                      | 2006–2012                                     |